# Puerto de Kashima
El Puerto de Kashima (鹿島港 Kashima-kō) es un puerto marítimo japonés que se encuentra ubicado en las ciudades de  Kamisu y  Kashima en la Prefectura de Ibaraki, Japón.

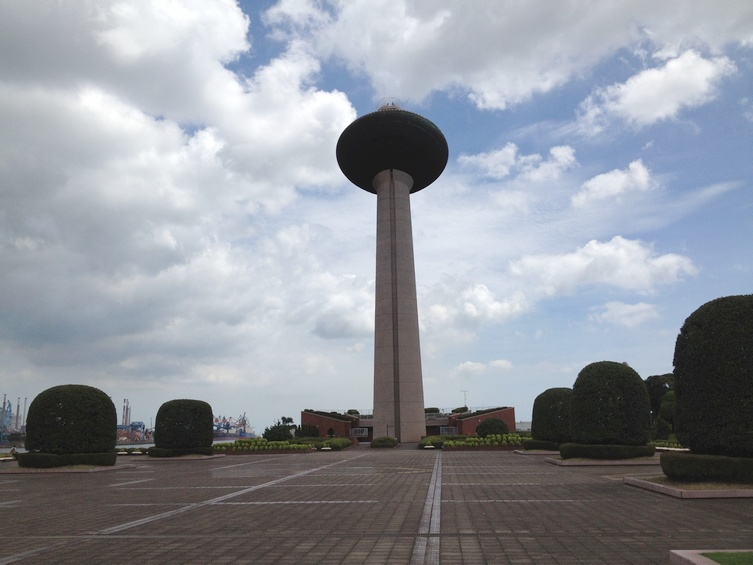
Parque del Puerto (港公園 Minato Kōen) en Kamisu

## Detalles del puerto
Situado frente al Océano Pacífico, se extiende de norte a sur,  desde Kashima hasta Kamisu en la Prefectura de Ibaraki, y está conectado con una extensa zona industrial portuaria, especialmente plantas petroquímicas y de acero, para importación de cantidad de materias primas procedentes del exterior y exportación de una cantidad de productos. El administrador del puerto es la Prefectura de Ibaraki, sobre la base de la ley sobre puertos y basado en el reglamento portuario.
El puerto fue construido en el área intercalada entre los lagos Kitaura y Sotonasakaura (Kasumigaura) y la costa Kashimanada. 
Además,  de la pesca en el mar, la zona es utilizada para recreación, con un barco destinado para ese fin.  Posee el puerto una torre de observación en el “Parque del puerto” en la ciudad de Kamisu.

## Muelles principales del puerto
- Muelle público del Norte (北公共埠頭)

- Muelle público del Sur (南公共埠頭)

- Muelle público Fukashiba (深芝公共埠頭)

- Muelle de Amoníaco (アンモニア埠頭). Durante el seísmo y tsunami del 11 de marzo de 2011, la mayor parte del embarcadero del muelle de amoniaco quedó inservible. En el año 2013 se terminó la restauración del muelle de amoniaco.

## Principales puertos vecinos
- Puerto de Ibaraki (茨城港), puerto sobre el Océano  Pacífico, ubicado en la parte central y norte de la prefectura de Ibaraki; es un puerto internacional de importación y exportación de productos, que tiene como base núcleo a través de las localidades de norte a sur de Hitachi, Tōkai, Hitachinaka y Ōarai, como sus principales muelles. El administrador del puerto es la Prefectura de Ibaraki.
- Puertos pesqueros
  - Puerto pesquero Hasaki (波崎漁港), ubicado en la ciudad de Kamisu, al norte de la desembocadura del río Tone.
  - Puerto pesquero Chōshi (銚子漁港), ubicado en la ciudad de Chōshi de la vecina Prefectura de Chiba, al  sur de la desembocadura del río Tone. Es un puerto pesquero de relevante importancia en Japón.

## Localización
El puerto se encuentra localizado en el sureste de la Prefectura de Ibaraki, y al noreste de la metrópoli de Tokio; a orillas del Océano Pacífico.
La ubicación es,   Nippon - Ibaraki-ken -  Kamisu-shi  To   Kashima-shi.
La dirección administrativa  del puerto es, Ports & Harbors Division, Ibaraki Prefectural Government, Kasaharacho 978-6, Mito 310-8555, Ibaraki Pref., Japan.

## Acceso terrestre del puerto
Al Aeropuerto Internacional de Narita en la cercana ciudad de Narita y a la metrópoli de Tokio, está unido, entre otros, por la autopista "Higashi-Kantō Expressway".
También a un costado, existe la Ruta 356, que corre paralela al río Tone, y empalmando posteriormente con la Ruta 6, es otra manera de acceder a Tokio. 
La Ruta 51 está cercana y permite desplazarse paralelo al Océano Pacífico, al norte de la prefectura, teniendo acceso para llegar a la capital de la prefectura, la ciudad de Mito.
Además, por  la cercana Ruta 125 está comunicado a los centro de producción de las ciudades de Tsuchiura, Tsukuba, entre otros.

## Galería de imágenes

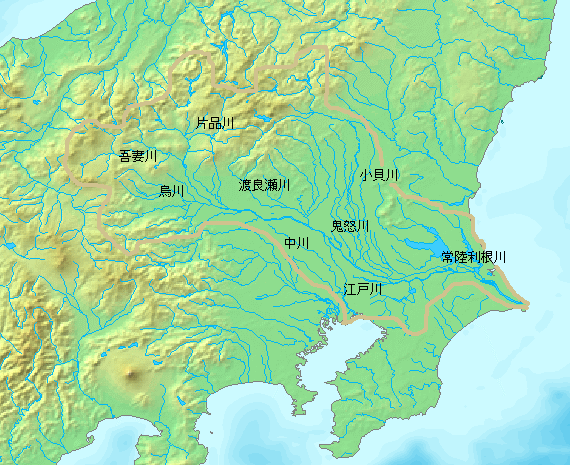
Mapa Río Tone & Océano Pacífico - Región de Kantō
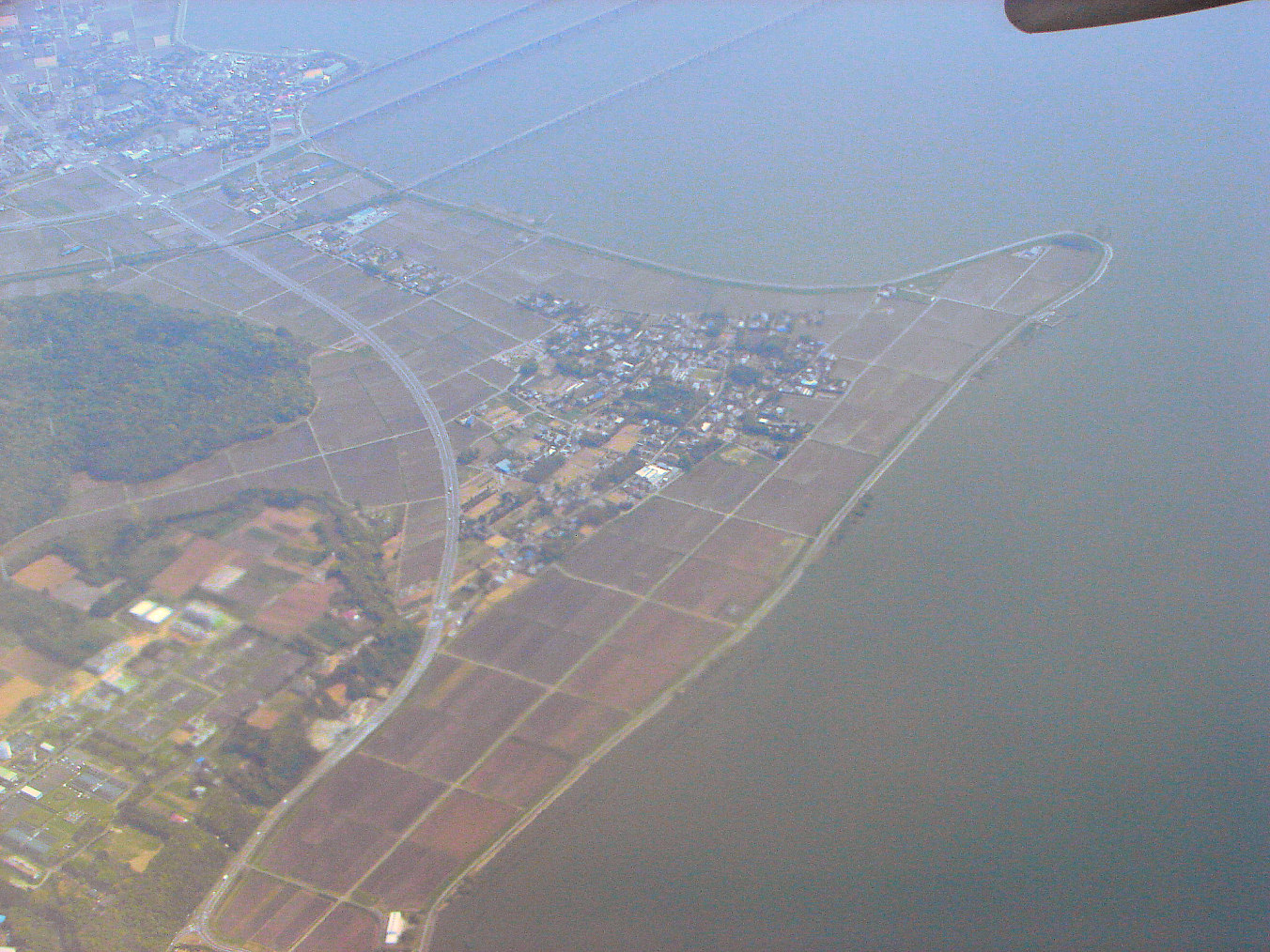
Kashima
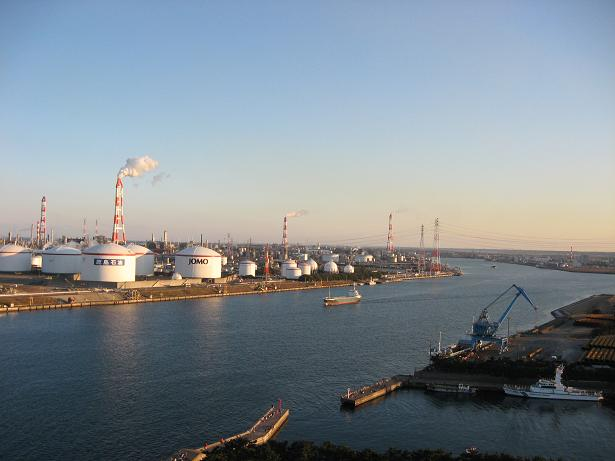
Puerto de Kashima
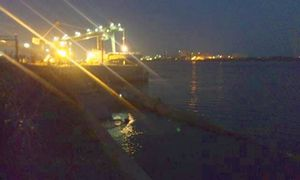
Muelle de Amoníaco
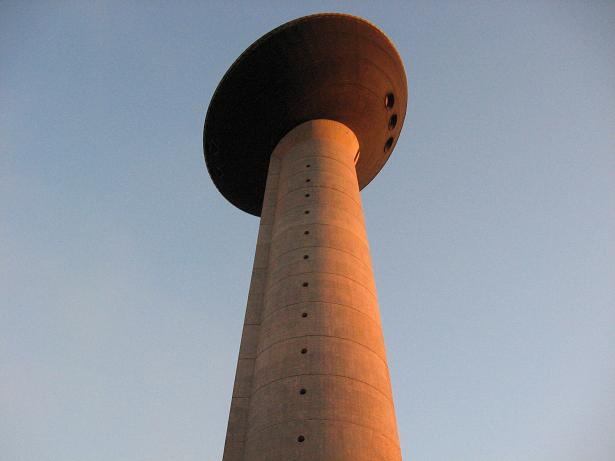
Parque del Puerto en Kamisu
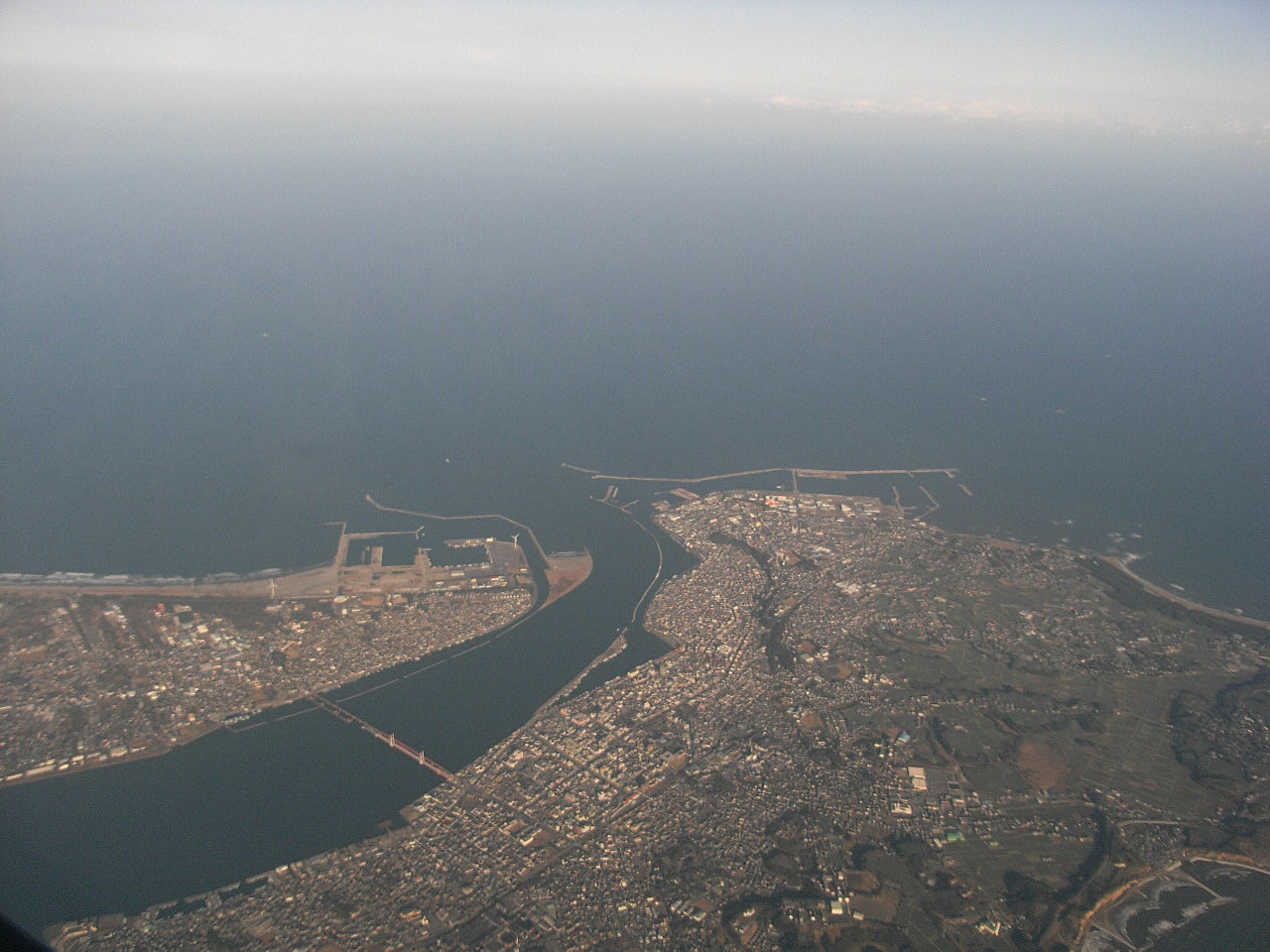
Puertos pesqueros de Hasaki y Chōshi en el estuario del río Tone